# Kristian Enevoldsen
Kristian Enevoldsen (også kendt som Kesse, født 6. januar 1922, død 12. marts 1986) var en fisker og kommunalpolitiker, først som sognerådsformand og senere som borgmester i Holmsland Kommune.
Kristian Enevoldsen blev født den 6. januar 1922 i Sønder Lyngvig, søn af Anders Vejlgaard Enevoldsen (1888-1961) og Margrethe Enevoldsen (1892-1935). Han blev døbt den 7. februar 1922 i Lyngvig Kirke. Han ernærede sig som fisker, og var i en overgang sognerådsformand frem til kommunalreformen i 1970.
I 1970 indtog han fuldtidsembedet som borgmester i Holmsland Kommune, valgt for en lokalliste. Han var borgmester frem til sin død i 1986, året efter at han var blevet genvalgt som borgmester. Resten af valgperioden var Jens Christian Frandsen (Lokal) indehaver af embedet.
I 1998 blev hans søn, Iver Enevoldsen, borgmester i Holmsland Kommune.